# Geszaku
A Geszaku (戯作) a japán irodalom egyik alternatív stílusa, műfaja, iskolája. A Geszaku kifejezés már régóta létezett Kínában, és ennek hatására Japánban is az Edo-kor óta használják.

## Jellemzői
Modern értelemben, minden játékos, gúnyos, vicces, szórakozott művet geszakunak lehet nevezni. Az addigi írókkal ellentétben, a geszaku írók nem törekedtek a szépségre és a tökéletes formára írásaikban, hanem inkább a népszerűségre. A Geszaku írók függetlenek voltak, és a könyveladásaikból éltek. Minél szélesebb olvasóközönségnek szánták műveiket, és ha népszerűvé váltak, minél több folytatást adtak ki hozzájuk. Az egyik legnépszerűbb geszaku mű a Dzsippensa Ikku által írt Tókaidócsú Hizakurige, ami két gondtalan férfi utazásairól és kalandjairól szólt.
A késő Edo-korban, azokat a japán írókat, akik játékos, vicces, és cinikus stílusban írtak, geszakunak kezdték nevezni. 

## Fajtái
- Sarehon (洒落本)
- Kokkeibon (滑稽本)
- Dangihon (談義本)
- Nindzsóbon (人情本)
- Jomihon (読本)
- Kuszazósi (草双紙)
  - Kibjósi (黄表紙)

## Az Edo-kori Geszaku
Többek között Ogjú Szorai hatására, az akkori beszélt nyelven alapuló kínai irodalom bemutatkozása, továbbá kutatásoknak köszönhetően elkezdtek tokuhonokat írni. Az Edo-kori Hiraga Gennait a Geszaku írók atyjának tartják. A korai Geszaku írók nagy része harcos osztályból származott, mint Óta Nanpo. A 18. század közepétől a sarehonok és a kuszazóshik között is a kibjósik virágoztak (egy japán képeskönyv műfaj, sárga borító).
Azonban, a Kanszai Reformok az addig írt Genszakukra árnyékot vetettek, és helyette többek között  a köznépből Sikitei Szanba Geszaku író jelent meg, és a tokuhon és nindzsóbon nagy eladásokat produkált. Később a Tenpó Reformok által a nindzsóbonok hanyatlásnak indultak, és ennek az űrnek a betöltésére megnövelték a kiadványok számát.

## Fordítás
- Ez a szócikk részben vagy egészben a 戯作 című japán Wikipédia-szócikk fordításán alapul.  Az eredeti cikk szerkesztőit annak laptörténete sorolja fel. Ez a jelzés csupán a megfogalmazás eredetét és a szerzői jogokat jelzi, nem szolgál a cikkben szereplő információk forrásmegjelöléseként.

- Ez a szócikk részben vagy egészben a Gesaku című angol Wikipédia-szócikk fordításán alapul.  Az eredeti cikk szerkesztőit annak laptörténete sorolja fel. Ez a jelzés csupán a megfogalmazás eredetét és a szerzői jogokat jelzi, nem szolgál a cikkben szereplő információk forrásmegjelöléseként.